# ثقافة توغو

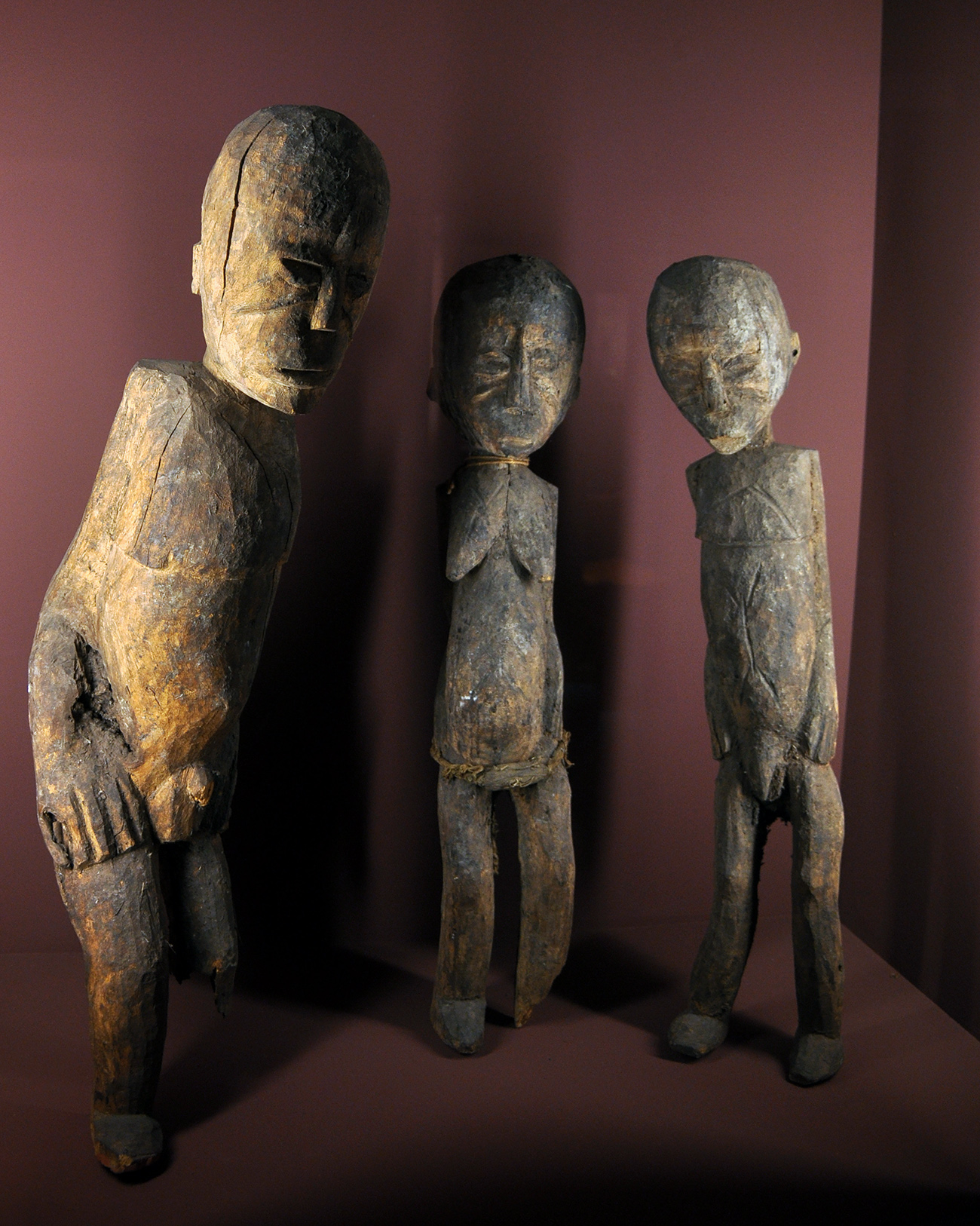
ثلاثة تماثيل صغيرة من التوغو كاليفورنيا. 1910

تعكس ثقافة التوغو تأثيرات 37 مجموعة عرقية قبلية، وأكبرها وأكثرها نفوذاً هي الإيوي والمينا والكابي، الفرنسية هي اللغة الرسمية في توغو، ولكن يتم التحدث بالعديد من اللغات الأفريقية الأصلية هناك أيضًا، على الرغم من تأثير الدين الغربي، يتبع أكثر من نصف سكان توغو ممارسات ومعتقدات روحانية محلية.
يتميز تمثال الإيوي بتماثيله الشهيرة التي توضح عبادة التوأم الإبيجي . تم استخدام المنحوتات وجوائز الصيد بدلاً من الأقنعة الأفريقية في كل مكان. يشتهر نحاتو الخشب في كلوتو بـ «سلاسل الزواج»: وهما شخصيتان متصلتان بحلقات مستمدة من قطعة واحدة فقط من الخشب.
تمثل الباتيكات المصنوعة من القماش المصبوغ في المركز الحرفي لمدينة كلوتو مشاهد منمقة وملونة للحياة اليومية القديمة، يُستخدم المئزر في احتفالات مناجم الصهون مشهورة، أما أعمال الرسام سوكي إدوره فهي مستوحاة من المساحات القاحلة الهائلة التي اجتاحتها الهارماتان، وحيث يحتفظ اللاتريت ببصمات الرجال والحيوانات، فني البلاستيك Paul Ahyi معروف دوليًا اليوم.
يمارس "zota"، نوع من النقش البيروني، وتزين إنجازاته الضخمة مثل لومي.